# Luke Haines
Pour les articles homonymes, voir Haines.
Luke Haines, né le 7 octobre 1967 à Walton-on-Thames, est un musicien britannique, compositeur et auteur qui fut le leader du groupe de rock The Auteurs, puis Baader Meinhof et Black Box Recorder avant de poursuivre une carrière en solo.

## Discographie
La discographie mentionnée ici ne tient compte que de Luke Haines en solo et non des disques de The Auteurs, Baader Meinhof ou Black Box Recorder.
- 2001 : Christie Malry’s Own Double Entry (BOF)
- 2001 : The Oliver Twist Manifesto
- 2003 : Das Capital
- 2005 : Luke Haines Is Dead
- 2006 : Off My Rocker at the Art School Bop
- 2009 : 21st Century Man / Achtung Mutha
- 2010 : Outsider Music
- 2013 : Rock and Roll Animals
- 2014 : New York in the '70s
- 2015 : British Nuclear Bunkers
- 2016 : Smash the System
- 2018 : I Sometimes Dream of Glue
- 2020 : Beat Poetry For Survivalists (Luke Haines & Peter Buck)
- 2021 : Setting the Dogs on the Post Punk Postman
- 2022 : All the Kids Are Super Bummed Out (Luke Haines & Peter Buck)
- 2025 : Going Down to the River to Blow My Mind (Luke Haines & Peter Buck)

## Anecdotes
- En septembre 2010, Luke Haines décide d'enregistrer 50 versions différentes de son album Outsider Music comportant quinze morceaux. Chacune des cinquante sessions d'enregistrement a été menée sans interruption, avec les imperfections d'une prise directe (on entend même Luke Haines venir ouvrir au postier qui vient de sonner à la porte !). Vendu à 75 £ l'unité, les cinquante exemplaires numérotés ont tous été vendus le jour même sur le site internet de l'artiste.